# 泰馬辛區

33°01′19″N 6°01′22″E / 33.02194°N 6.02278°E
泰馬辛區（阿拉伯语：‎），是阿爾及利亞的行政區，位於該國東部，由瓦爾格拉省負責管轄，首府設於泰馬辛，面積550平方公里，2008年人口34,607，人口密度每平方公里63人。